# 2段リンク式走り装置

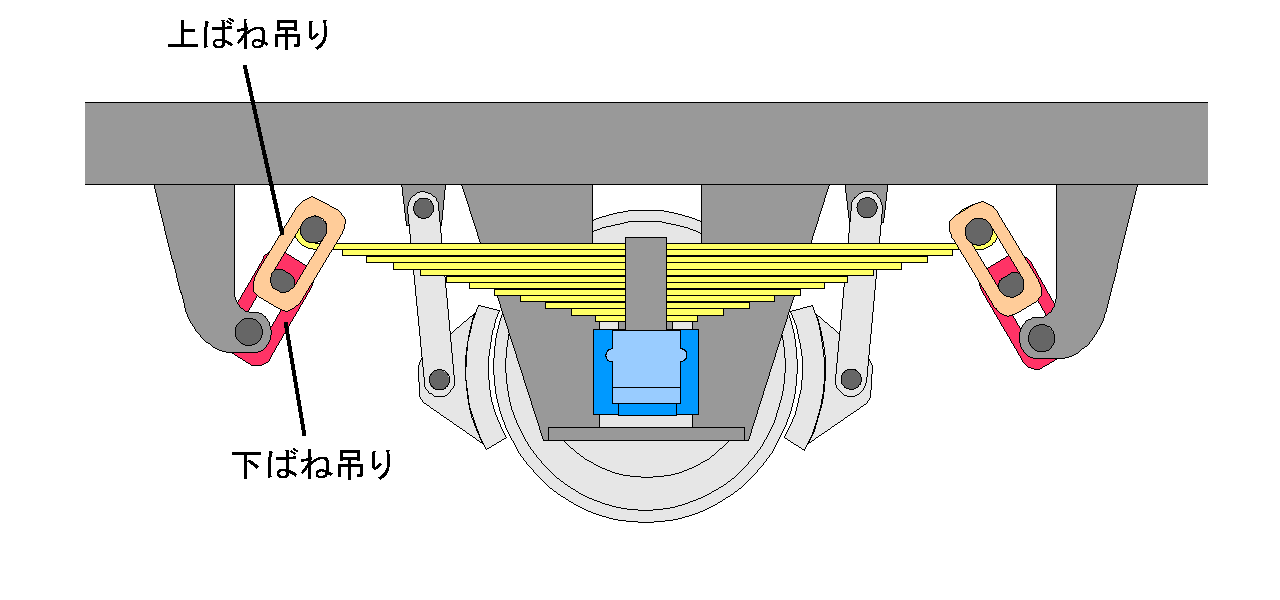
2段リンク式

2段リンク式走り装置（にだんりんくしきはしりそうち）は、鉄道車両において主に二軸車に用いられる、走り装置の一つである。板ばねを懸架装置の一部に用いて車軸・軸箱を支持するが、その板ばねの両側を2段になったリンクで支持するのでこの名がある。

## 概要
シュー式や1段リンク式の走り装置を用いた2軸車は、高速になると蛇行動を発生するため、速度向上が阻まれてきた。
これに対し、蛇行動現象の解析により新たに提案されたのが、2段リンク式の走り装置である。
二つの輪からなる上ばね吊りが中間ばね吊り座を介して一つの輪の下ばね吊りを挟む構造となっている。これによって、前後方向に強く、左右方向に柔らかい支持剛性を持たせる。
蛇行動は左右方向に柔らかい支持剛性であるほど低速で発生する。また速度が上がるにつれ一度安定し、さらに速度が上がると再度発生する。従来の走り装置では、最初の蛇行動領域に入る前の速度で運転していたが、2段リンク式は最初の蛇行動領域の速度を下げることで、より高い速度域を通常の運転速度に用いて安定させたものである。
日本では、この装置の導入により、二軸貨車の最高運転速度向上が図られ、従来の65 km/h が75 km/h となった。また、1968年10月1日ダイヤ改正では、二軸貨車の走り装置を原則として2段リンク式に統一することで、貨物列車の運転速度の全体的底上げが図られた。

## 歴史
1948年にドイツで速度向上のため2段リンク式が採用された。一方、日本では1965年から独自に改良された2段リンク式が貨車に採用され、1968年から走行速度が75km/hに引き上げられた。